# Свети Георги (Търнава)
Вижте пояснителната страница за други значения на Свети Георги.
„Свети Георги“ (на гръцки: Aγίου Γεωργίου) е възрожденска православна църква в костурското село Търнава (Прасино), Егейска Македония, Гърция. Храмът е част от Костурската епархия.

## Местоположение
Църквата е разположена в центъра на селото.

## История
Църквата е построена в 1868 година според надпис от западната страна.

## Описание
В архитектурно отношение е трикорабна базилика с дървен покрив. Интерес в интериора на църквата представлява дърворезбованият иконостас, както и украсата на пода в централния кораб с концентрични кръгове от камъни и камъчета.